# Lulu-Symphonie
Con Lulu-Symphonie si intende una serie di cinque pezzi per orchestra (a cui si aggiunge in due di questi una voce di soprano) tratta dall'opera Lulu, a cui il compositore austriaco Alban Berg stava lavorando negli anni Trenta, e che vide la luce nel 1934. L'idea di trarre un opus sinfonico dall'opera gli venne in mente pensando al fatto che già Wozzeck, apparso sulla scena musicale molti anni prima, era stato lanciato da una serie di tre frammenti da concerto per soprano e orchestra. Il lavoro è così strutturato:
- Rondò. Andante (Introduzione) - Hymne. Sostenuto;
- Ostinato. Allegro;
- Lied der Lulu. Comodo;
- Variationen. Moderato (Grandioso - Grazioso - Funèbre - Affettuoso) - Tema. Subito a tempo moderato;
- Adagio. Sostenuto - Lento - Grave.

Lo stesso Berg, parlando di questa serie di pezzi sinfonici, afferma che il rondò iniziale corrisponde al movimento d'apertura di una sinfonia, che i tre movimenti centrali (l'Allegro della musica da film, il Lied e le variazioni) fungono da episodi caratteristici sovente presenti in lavori per orchestra, e che l'Adagio finale è l'ampia conclusione dell'opera.
Come già ricordato, nei movimenti terzo e quinto all'orchestra si aggiunge un soprano, che canta il Lied di Lulu del II atto e le parole della contessa Gerschwitz alla fine dell'opera. Il lavoro è una chiara fonte del ritorno di Berg ai linguaggi vecchi e, allo stesso tempo, è un esempio molto significativo dell'Espressionismo. Il compositore attinse le prime battute dell'Adagio della Sesta sinfonia di Glazunov come l'inizio del Rondò. (Infatti, il suo sottotitolo è: Ein variazionen zur Adagio der Glazunov.)